# Illarion Vasil'evič Vasil'čikov
Principe Illarion Vasil'evič Vasil'čikov, in russo Илларион Васильевич Васильчиков? (San Pietroburgo, 19 giugno 1776 – San Pietroburgo, 5 marzo 1847), è stato un politico e generale russo.

## Biografia
Era il figlio di Vasilj Alekseevič Vasil'čikov (1754-1830), e di sua moglie, Ekaterina Illarionovna Ovcyna (?-1832). Sua sorella Tat'jana era la moglie del Governatore di Mosca, Dmitrij Vladimirovič Golicyn. I suoi fratelli Dmitrij e Nikolaj, erano entrambi generali. È stato educato a casa.

## Carriera
Nel 1792 entrò nel reggimento di cavalleria come sottufficiale. Nel 1793 fu promosso al rango di cornetta e nel 1801 era già un grande generale e aiutante di campo generale. Nel 1803 fu nominato comandante degli Ussari Achtyrskij.
Partecipò alla campagna del 1812. Ferito a Borodino, fu promosso a tenente generale e poi nominato comandante del 4º reggimento di cavalleria e partecipò alle battaglie di Tarutino e Vjaz'ma.
Nel 1823 è stato promosso a generale di cavalleria. Nel 1831 è stato elevato al rango di conte.
Durante il regno di Paolo I, nel 1799 è stato nominato ciambellano, che gli ha permesso di avvicinarsi al granduca Aleksandr Pavlovič. Nel 1821 divenne membro del Consiglio di Stato.
Durante la rivolta dei decabristi, convinse lo zar a intraprendere un'azione dura contro i ribelli, anche se tra i ribelli vi era un lontano parente, Nikolaj Vasil'čikov (1799-1864).
Nel 1838 è stato nominato Presidente del Consiglio di Stato e del Consiglio dei Ministri. Un anno più tardi fu elevato al titolo di principe.

## Matrimoni

### Primo matrimonio
Nel 1801 sposò Vera Petrovna Protasova (1780-1814), figlia del senatore Pëtr Stepanovič Protasov. Ebbero due figli:
- Illarion Illarionovič (1805-1862);
- Ekaterina Illarionovna (?-1842), sposò Ivan Dmitr'evič Lužin, ebbero quattro figli.

### Secondo matrimonio
Nel 1815 sposò Tat'jana Vasil'evna Paškova (1793-1875), figlia di Vasilij Aleksandrovič Paškov. Ebbero otto figli:
- Sof'ja Illarionovna (1816-1854);
- Grigorij Illarionovič (1817-1818);
- Aleksandr Illarionovič (1818-1881);
- Viktor Illarionovič (1820-1878);
- Sergej Illarionovič (1822-1860);
- Vasilij Illarionovič (1826-1867);
- Ol'ga Illarionovna;
- Nadežda Illarionovna.

## Morte
Morì a San Pietroburgo il 5 marzo 1847.